# Попова (балка)
Попова (рос. Б. Попова) — балка (річка) в Україні у Кам'янсько-Дніпровському районі Запорізької області. Права притока Білозерки (басейн Дніпра).

## Опис
Довжина балки приблизно 9,30 км, найкоротша відстань між витоком і гирлом — 7,27 км, коефіцієнт звивистості річки — 1,28. Формується багатьма балками та загатами. На деяких ділянках балка пересихає.

## Розташування
Бере початок на південно-західній околиці селища Заповітне. Тече переважно на південний захід і на північній стороні від села Степове впадає в річку Білозерку, ліву притоку Дніпра (Каховське водосховище).

## Цікаві факти
- У XIX столітті навколо балки існувало багато іменних могил[1].
- Біля витоку балки на північно-східній стороні на відстані приблизно 2,53 м біля селища Заповітне пролягає автошлях Т 0805[2] (автомобільний шлях територіального значення в Запорізькій області. Проходить територією Кам'янсько-Дніпровського, Великобілозерського, Веселівського та Мелітопольського районів через Кам'янку-Дніпровську — Велику Білозерку — Веселе. Загальна довжина — 113,1 км)